# Charaxes psaphon
Charaxes psaphon is een vlinder uit de familie van de Nymphalidae. De wetenschappelijke naam van de soort in 1848 gepubliceerd door John Obadiah Westwood. De soort komt voor op Ceylon.